# 澤旅鼠屬
澤旅鼠屬（Synaptomys），哺乳綱、囓齒目、倉鼠科的一屬，而與澤旅鼠屬（南澤旅鼠）同科的動物尚有川田鼠屬（四川田鼠）、溝牙田鼠屬（溝牙田鼠）等之數種哺乳動物。